# 44-й саміт G7
44-й саміт «Великої сімки» (G7) — міжнародна зустріч на найвищому рівні, що відбулася 8–9 червня 2018 року в готелі «Мануар Рішельє» у Ла-Мальбе, район Шарлевуа-Ест, Квебек, Канада.
Канада приймала саміт уже вшосте. Захід отримав широкий резонанс через суттєве погіршення відносин між США та іншими учасниками. У зв'язку з цим саміт був названий «G6 + 1» Францією та деякими представниками засобів масової інформації.
Це була перша зустріч прем'єр-міністра Італії Джузеппе Конте з лідерами держав G7.
Готель «Мануар Рішельє», що входить до мережі Fairmont Hotels and Resorts і розташований у канадському Ла-Мальбе, було обрано місцем проведення саміту завдяки його природній красі та високому рівню безпеки.

## Учасники
| Країна            | Представник      | Посада            |
| Канада            | Джастін Трюдо    | Прем'єр-міністр   |
| Франція           | Емманюель Макрон | Президент         |
| Німеччина         | Ангела Меркель   | Канцлер           |
| Італія            | Джузеппе Конте   | Прем'єр-міністр   |
| Японія            | Абе Сіндзо       | Прем'єр-міністр   |
| Велика Британія   | Тереза Мей       | Прем'єр-міністр   |
| США               | Дональд Трамп    | Президент         |
| Європейський Союз | Жан-Клод Юнкер   | Президент комісії |
| Європейський Союз | Дональд Туск     | Голова ради       |

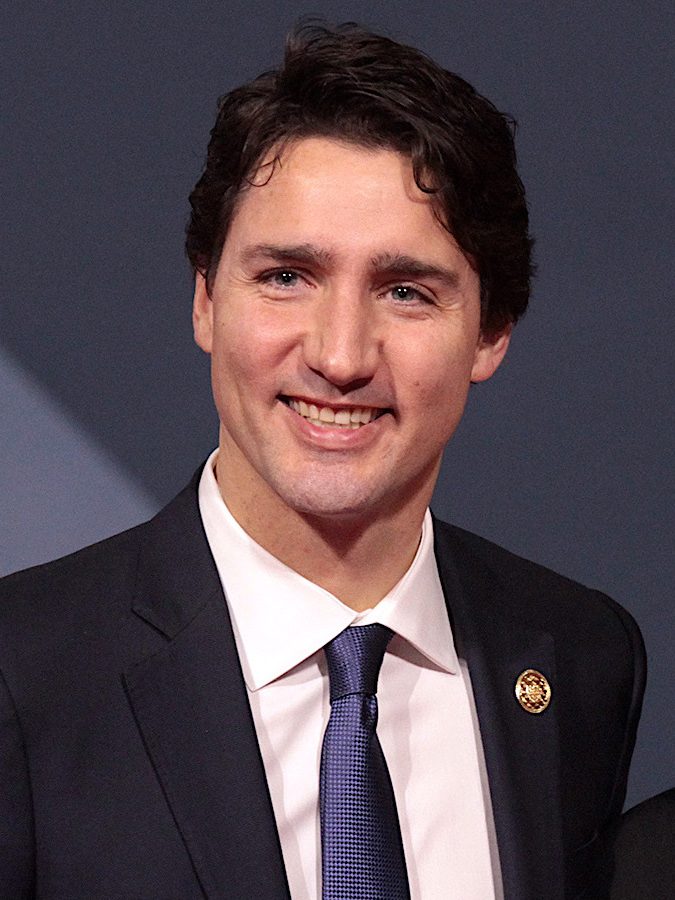
Прем'єр-міністр Канади Джастін Трюдо
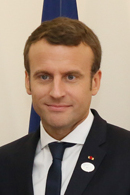
Президент Франції Емманюель Макрон
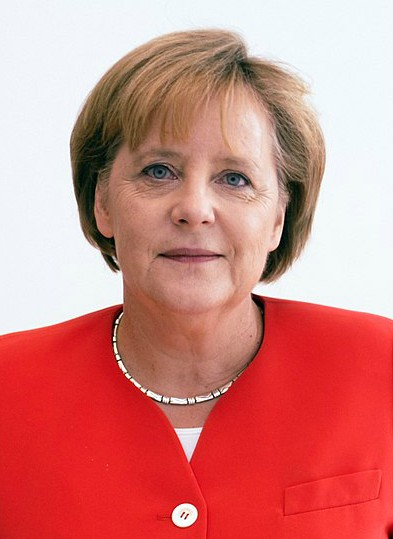
Федеральний канцлер Німеччини Ангела Меркель
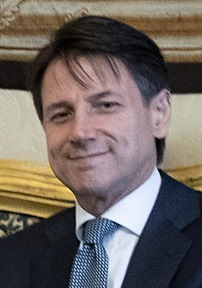
Прем'єр-міністр Італії Джузеппе Конте
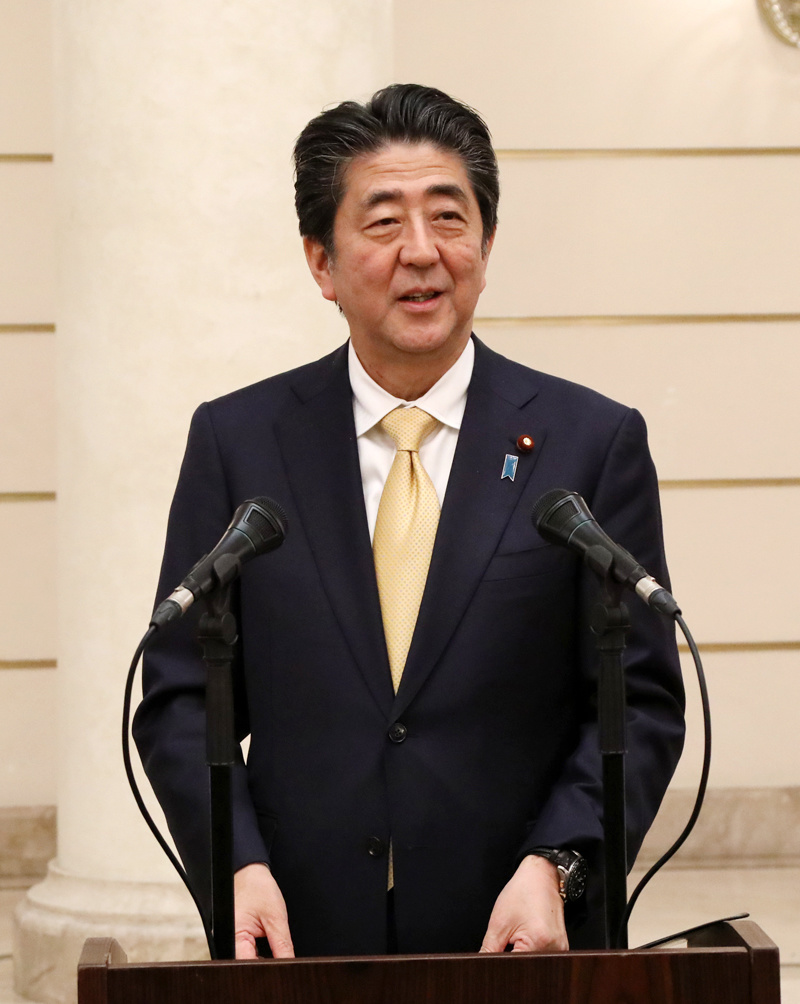
Прем'єр-міністр Японії Абе Сіндзо
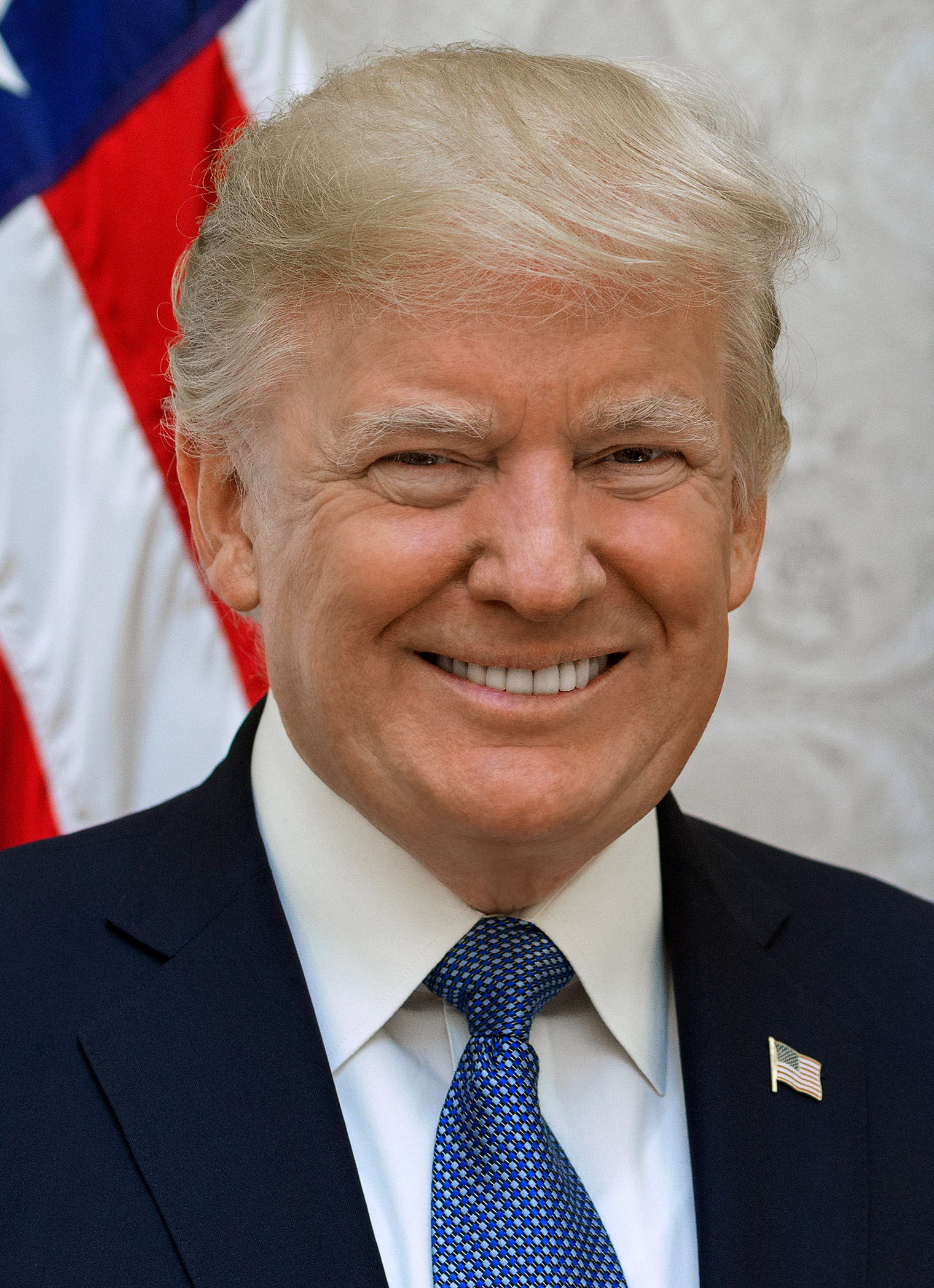
Президент США Дональд Трамп
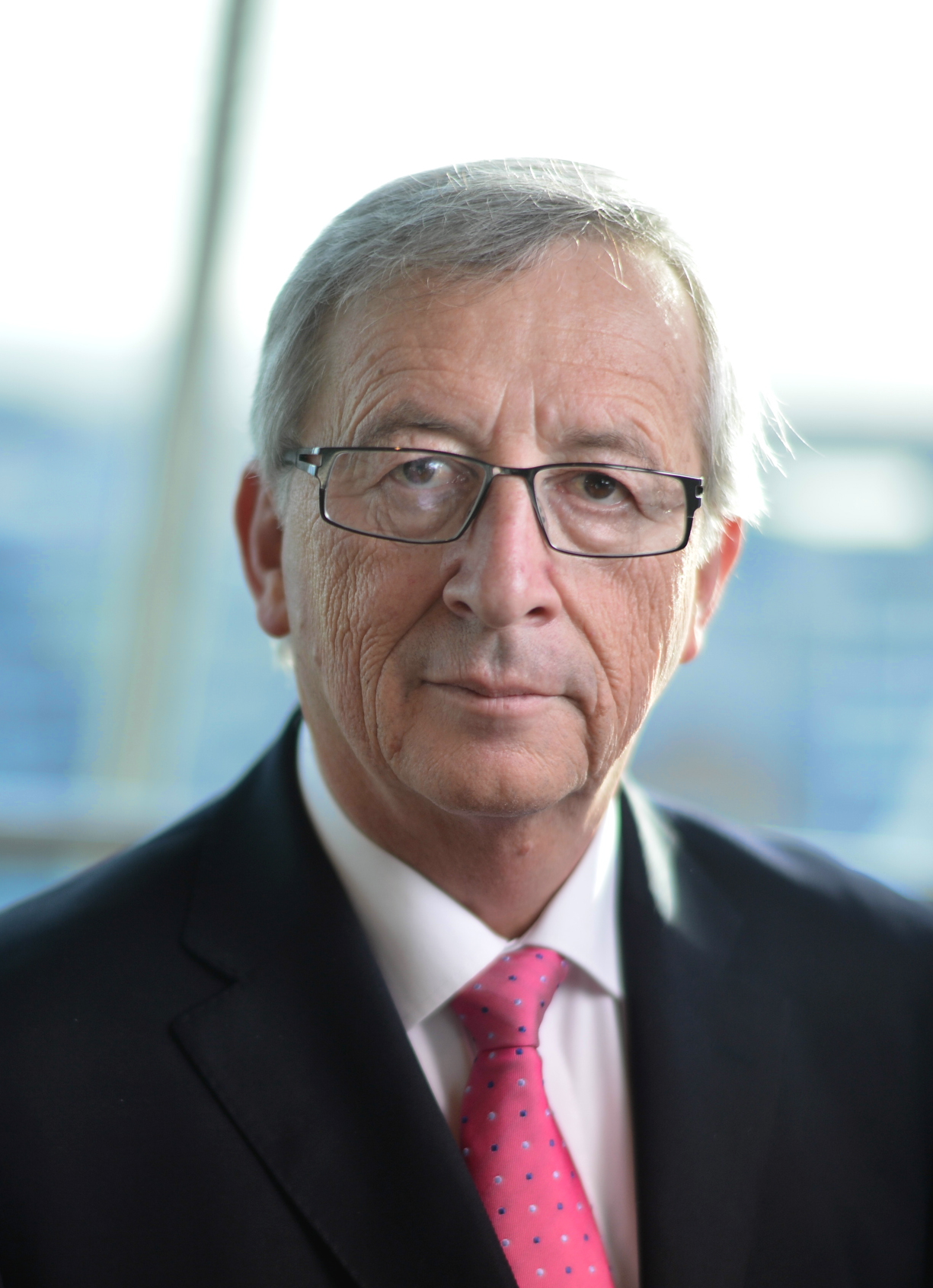
Президент Європейської комісії Жан-Клод Юнкер
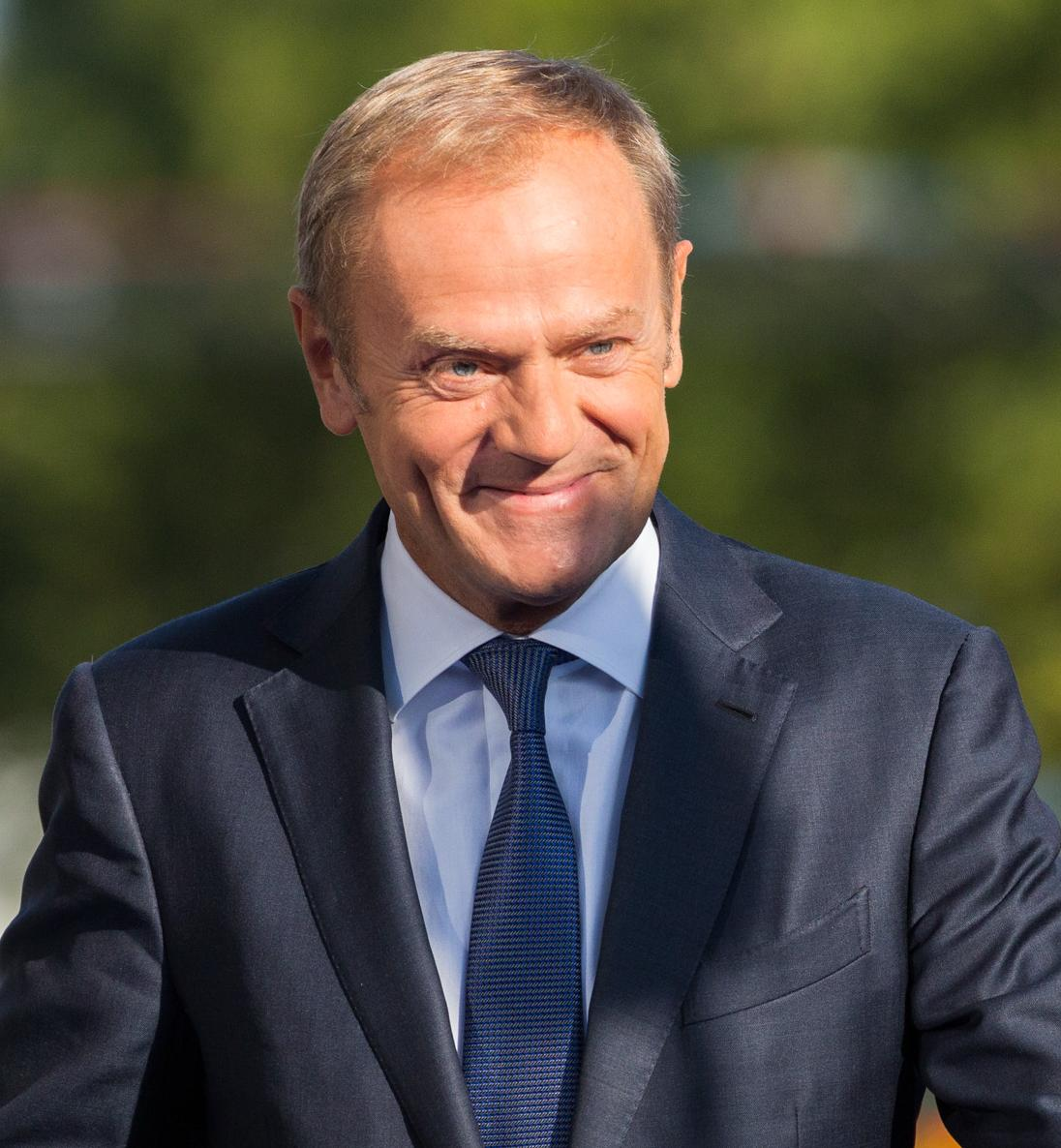
Голова Європейської ради Дональд Туск

## Порядок денний і підготовка
У травні 2017 року прем'єр-міністр Канади Джастін Трюдо заявив, що має намір «продемонструвати як внутрішні, так і міжнародні пріоритети: зміцнення середнього класу, просування гендерної рівності, боротьбу зі зміною клімату та утвердження поваги до різноманіття й інклюзивності».
У червні 2017 року Пітера Бема було призначено заступником міністра у справах саміту G7 та особистим представником прем'єр-міністра після того, як із 2012 року він обіймав посаду канадського шерпи в G7.
У грудні 2017 року Трюдо представив логотип саміту та оголосив п'ять ключових тем, які Канада просуватиме після того, як 1 січня 2018 року перейме головування в G7:
- Інвестування в економічне зростання, що працює на всіх;
- Підготовка до роботи майбутнього;
- Сприяння гендерній рівності та розширенню прав і можливостей жінок;
- Спільна робота над проблемами зміни клімату, стану океанів та чистої енергії;
- Побудова більш мирного та безпечного світу.

### Ґендерна рівність
Канадські та французькі лідери думок наголосили на необхідності досягнення гендерної рівності в усіх секторах економіки шляхом використання сучасних, кількісних управлінських інструментів, які дозволяють точніше вимірювати розриви в оплаті праці між жінками й чоловіками та відповідно формувати коригувальні політики як на корпоративному, так і на урядовому рівні.
Під час зустрічей у Парижі, Монреалі та Торонто, які відбулися за кілька тижнів до саміту в Шарлевуа, канадські та європейські інвестори й політики дійшли згоди щодо необхідності активнішого сприяння захисту прав жінок та інших «пов'язаних соціальних параметрів» у всіх класах активів.
У цьому контексті очікується, що прем'єр-міністр Канади Джастін Трюдо оголосить про спеціальну ініціативу G7 зі сталого розвитку, яка буде зосереджена саме на гендерному різноманітті в глобальних фінансових ринках. Зокрема, передбачається, що Канадський пенсійний план, OMERS, Caisse de dépôt et placement du Québec та Пенсійний план учителів Онтаріо внесуть початкові внески по $1 мільйону кожен, а ще $5 мільйонів додасть федеральний уряд.
Мелінда Ґейтс та Ізабель Юдон були співголовами Консультативної ради з питань гендерної рівності, створеної урядом Трюдо спеціально для саміту G7.

### Зміна клімату, океани та чиста енергія
Економіст Світової пенсійної ради (World Pensions Council, WPC) Ніколя Ж. Фірзлі висловив думку, що, попри вихід Сполучених Штатів із Паризької кліматичної угоди, процес міжнародного досягнення консенсусу, ініційований країнами G7, усе ще може схилитися на користь відновлення співпраці задля досягнення Цілей сталого розвитку. Це, зокрема, стало можливим завдяки багатосторонньому підходу Джастіна Трюдо та стрімкому переходу до інвестиційної політики, що враховує ESG-критерії (екологія, соціальна відповідальність, корпоративне управління) серед інституційних інвесторів США та Канади.

### Прийняті декларації
«Шарлевуазьке зобов'язання щодо захисту демократії від зовнішніх загроз» стало однією з восьми декларацій (також відомих як заяви про наміри), ухвалених лідерами G7 9 червня 2018 року.
У цьому документі зазначено: «Іноземні суб'єкти прагнуть підірвати наші демократичні суспільства та інституції, наші виборчі процеси, суверенітет і безпеку. Ці зловмисні, багатогранні й постійно змінні тактики становлять серйозну стратегічну загрозу, з якою ми зобов'язуємося боротися разом, співпрацюючи з іншими урядами, які поділяють наші демократичні цінності».
Саміт у Шарлевуа також ухвалив рішення про створення Механізму швидкого реагування G7, «щоб посилити координацію у виявленні та реагуванні на різноманітні й мінливі загрози для наших демократій, зокрема шляхом обміну інформацією та аналітикою, а також визначення можливостей для скоординованих дій».

## Пропозиції щодо повернення до формату G8

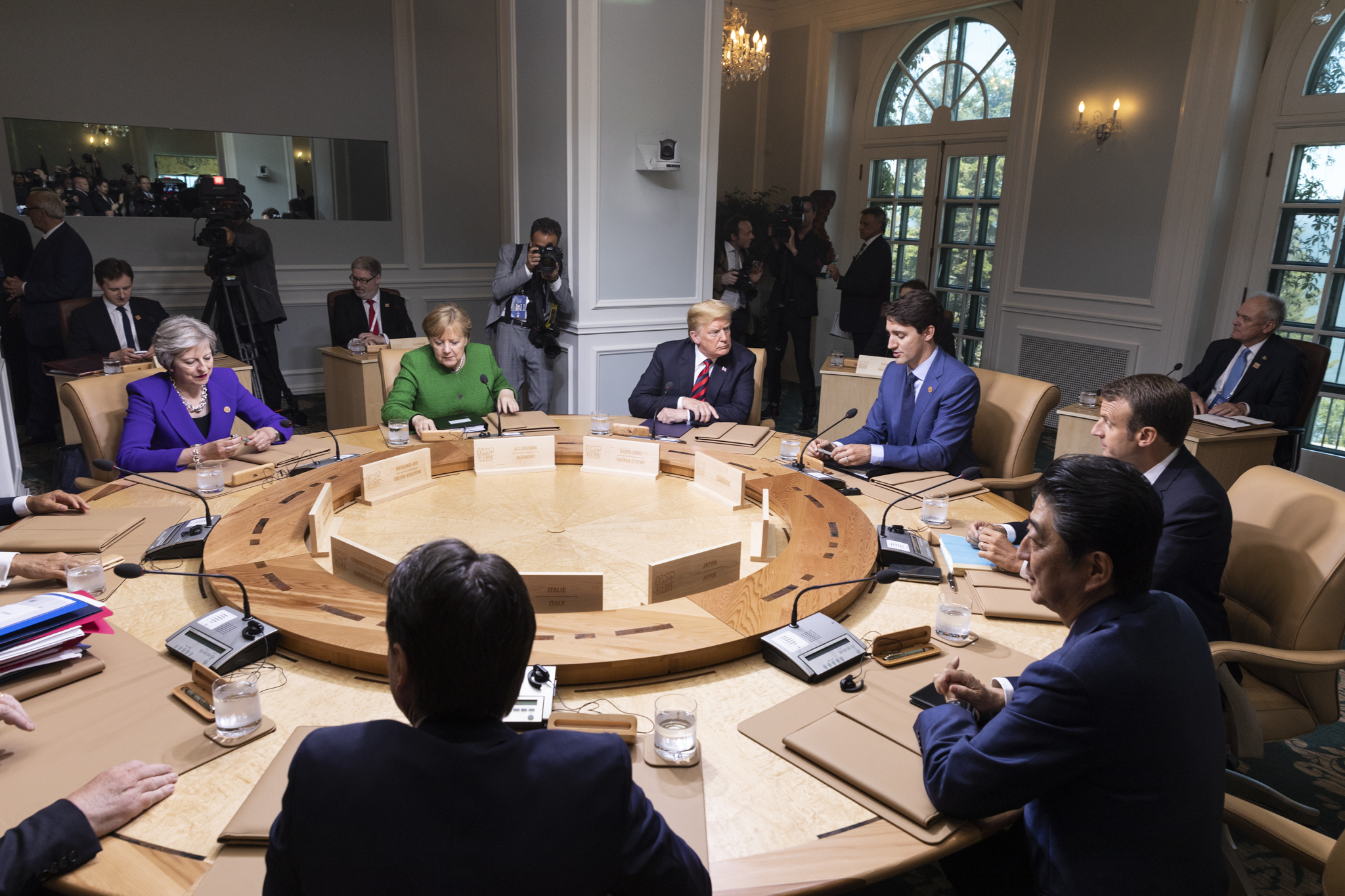
Засідання лідерів «Великої сімки»

### США
Президент США Дональд Трамп заявив, що під час саміту деякі країни висловилися за повернення Росії до складу групи і також наполягав на тому, щоб інші країни визнали Крим частиною Росії, а Україні під час зустрічі лідерів G7 заявив, що вона є «однією з найкорумпованіших країн світу». За словами американського лідера, формат G8 був змістовнішим, ніж G7. «Гадаю, це було б добре для світу, для Росії, для США, для всіх країн G7 (…) Ми прагнемо миру в усьому світі, а не граємо в ігри», — пояснив Дональд Трамп.
Різко негативну позицію щодо слів Трампа висловив американський політик, сенатор США Джон Маккейн.
«Президент із незрозумілих причин виявив до наших противників шану й повагу, які слід було б зберегти для наших найближчих союзників», — йдеться у заяві сенатора.

### Канада
Прем'єр-міністр Канади Джастін Трюдо за підсумками саміту озвучив позицію лідерів групи щодо можливого повернення Росії до клубу.
«Я сказав Дональду Трампу, що наразі й у віддаленій перспективі ми не зацікавлені в розгляді питання про повернення Росії до цього формату», — заявив Джастін Трюдо на пресконференції.

### Франція
Президент Франції Емманюель Макрон зазначив, що хотів би, аби наступний саміт у Біарріці влітку 2019 року пройшов за участі Росії у форматі G8, однак для цього необхідне виконання Мінських угод.
Також Макрон заявив, що має намір співпрацювати з Володимиром Путіним. За його словами, існує можливість виправити помилки історії та досягти результатів в економіці й сфері безпеки.

### Велика Британія
У свою чергу, прем'єр-міністр Великої Британії Тереза Мей заявила, що для повернення до «великої вісімки» Росія має змінити свою поведінку.
«Росія припинила входити до G8, і G8 перетворилася на G7 через незаконну анексію Криму. Якщо буде якась розмова про майбутнє участі Російської Федерації в цій групі, то Росія має змінити свій курс і дії, в яких вона бере участь», — сказала Тереза Мей.
Проте під час самого саміту Борис Джонсон заявив, що Росію не слід повертати до участі в саміті.

### Німеччина та Європейський союз
Представники Європейського Союзу на зустрічі країн G7 у Квебеку заявили, що умови, необхідні для повернення Росії до переговорів у такому форматі, ще не виконані. Про це під час зустрічі сказала канцлер Німеччини Ангела Меркель.
«Ми всі погодилися з тим, що повернення Росії на саміти “Великої сімки” не відбудеться, доки не буде досягнуто суттєвого прогресу у вирішенні українського питання», — сказала вона. Канцлер наголосила, що це була «спільна думка» учасників зустрічі. «Як на мене, важливо, щоб ми не погоджувалися на менше, ніж те, чого було досягнуто торік», — підсумувала Меркель.

### Реакція Росії
10 червня 2018 року президент Росії Володимир Путін заявив, що Росія не залишала «велику вісімку». Заява пролунала під час пресконференції за підсумками саміту Шанхайської організації співробітництва в китайському Циндао:
«Що стосується повернення до “сімки” чи “вісімки” — ми з неї не виходили. Це наші колеги свого часу відмовилися приїжджати до Росії з відомих причин. Будь ласка, ми завжди раді бачити всіх у нас у Москві».

## Позиція Дональда Трампа за підсумками саміту

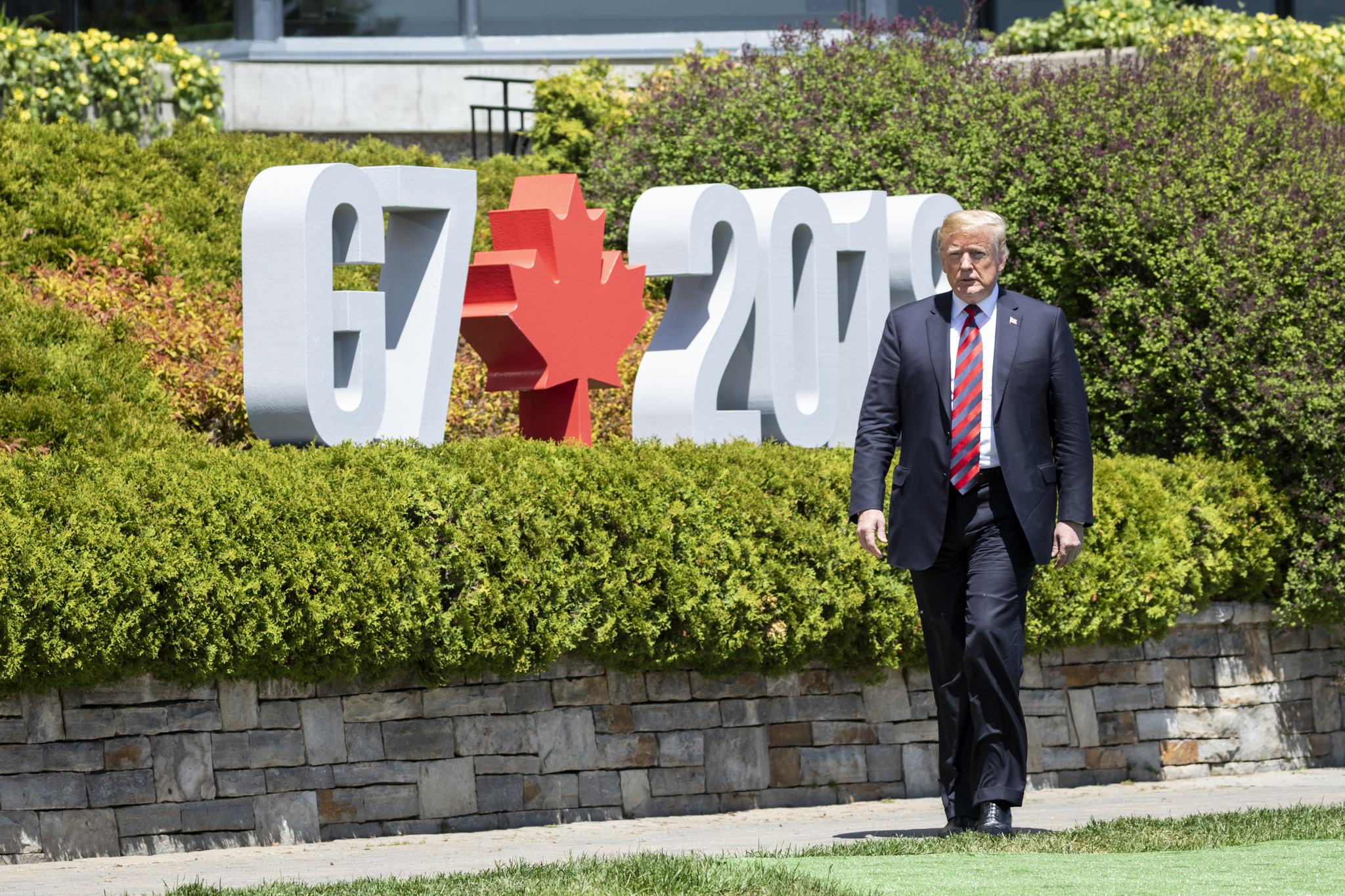
Президент США Дональд Трамп на саміті G7 в Ла-Мальбе

Після завершення саміту президент США відкликав свій підпис під підсумковою спільною заявою, що стало першим подібним випадком в історії формату «Великої сімки». За словами Трампа, на його позицію вплинуло поводження Джастіна Трюдо, який розкритикував американські мита на сталь і алюміній.
«На підставі неправдивих заяв Трюдо під час його пресконференції та з огляду на те, що Канада стягує величезні тарифи з наших американських фермерів, робітників і компаній, я доручив представникам США не підписувати комюніке, поки ми вивчаємо варіанти запровадження тарифів на автомобілі, які заполонили американський ринок!», — написав Трамп у своєму мікроблозі.
Виступ Трюдо також вкрай негативно розкритикували провідні радники Трампа: фінансовий радник Ларрі Кадлоу назвав це «ударом у спину» напередодні саміту з Кім Чен Ином, а радник з торговельних питань Пітер Наварро заявив, що для таких державних лідерів, як Трюдо, приготовано «особливе місце в пеклі».